# 열대쥐벼룩

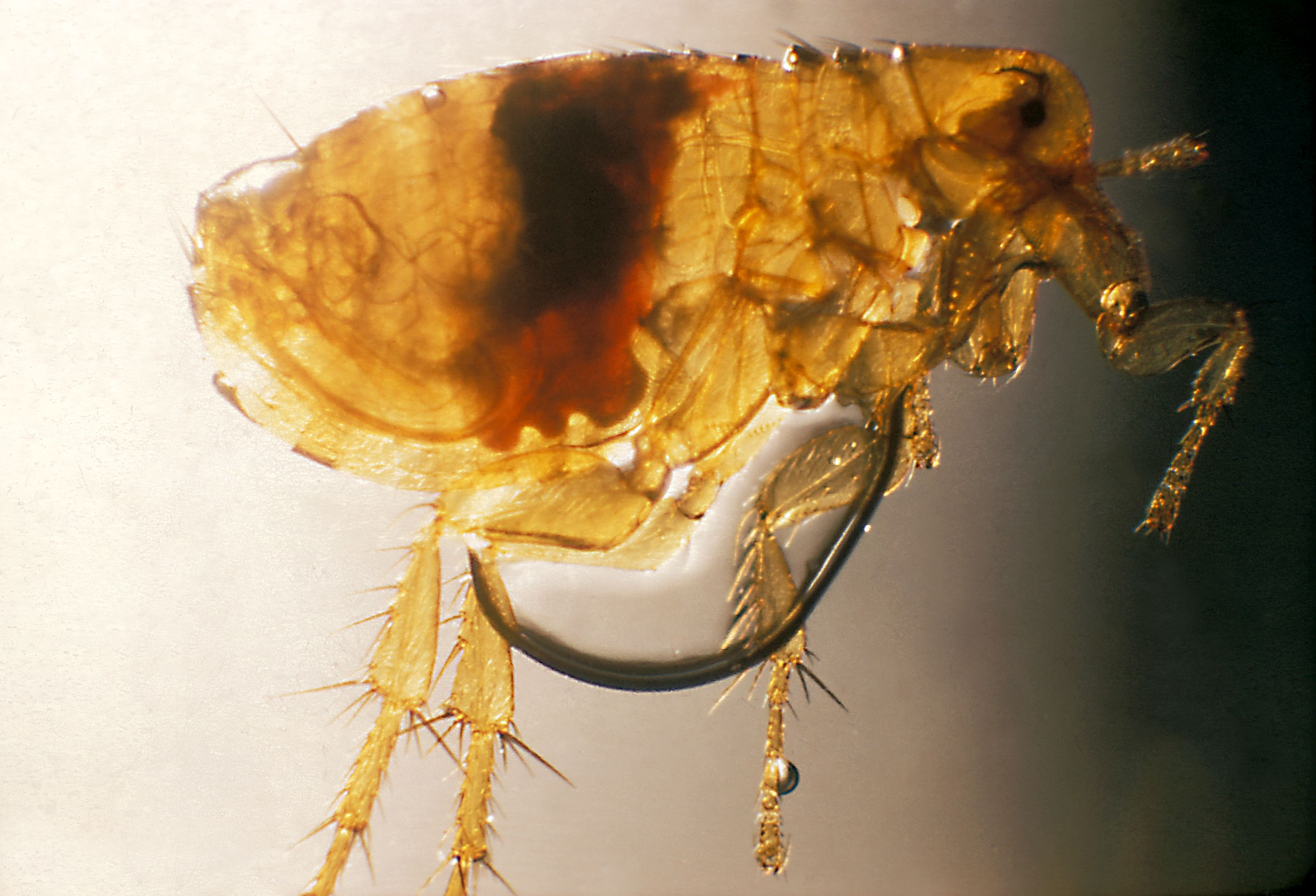

열대쥐벼룩(Xenopsylla cheopis)은 주로 시궁쥐속의 설치류 기생충이며, 흑사병과 쥐티푸스의 주요 매개체이다. 감염된 설치류를 먹은 벼룩이 사람을 물 때 발생하지만, 이 벼룩은 온혈 포유류에 대해서는 생존이 가능하다.